# Purbiya
Les Purbiyas (ou Purbias) était un terme commun utilisé dans l'Inde médiévale pour désigner les mercenaires et les soldats de la plaine orientale du Gange - zones correspondant à l'ouest actuel du Bihar et à l'est de l'Uttar Pradesh. Purbiya Rajputs se traduit par Rajputs orientaux. En revanche, les Rajputs vivant au Rajasthan étaient historiquement appelés « Rajputs occidentaux ».

## Recrutement
La région centrale pour le recrutement de Purbiya était la région de Bhojpur du Bihar occidental actuel et de l'Uttar Pradesh oriental. Le clan Ujjainiyas (en) des Rajputs était le principal seigneur territorial de cette région et ils jouaient le rôle d'agents de recrutement spécialisés et de commandants de ces soldats Purbiya qui étaient généralement de jeunes paysans originaires de Bhojpur. Les soldats ont acquis une grande réputation parmi les seigneurs et les rois du nord et de l'ouest de l'Inde et les Ujjainiyas l'ont utilisée pour élever leur statut parmi les autres clans rajputs.
De nombreux futurs mercenaires purbiens effectuaient un pèlerinage à Buxar dans le Bihar moderne où ils s'immergeaient dans un « char tigre ». Au cours de ce processus, le jeune paysan se voyait renaître comme un « guerrier sans peur ».

## Histoire

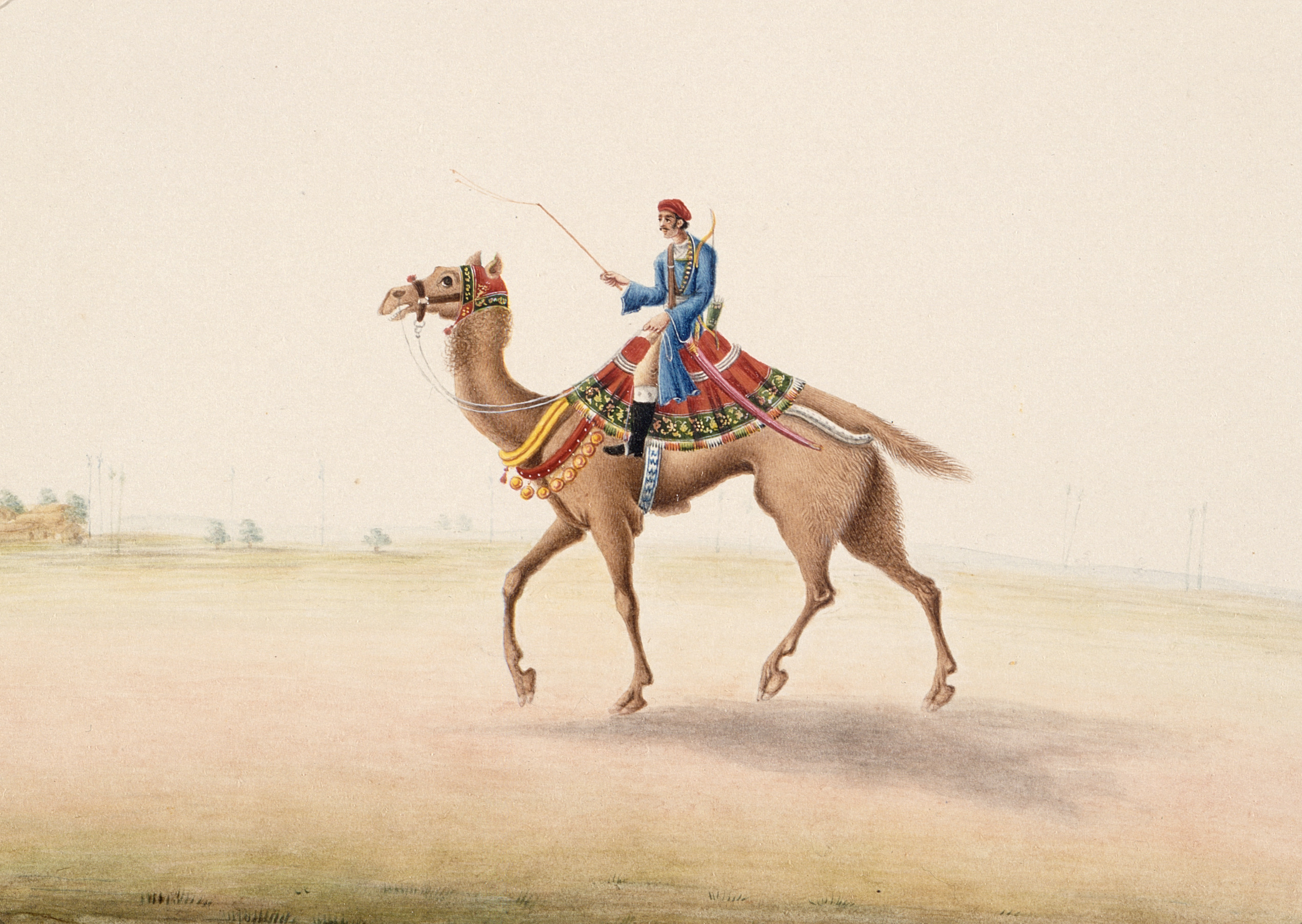
Un chamelier Purbiya au Bihar, en Inde, en 1825.

Les Moghols furent parmi les premiers groupes à entrer sur le marché du travail militaire et à commencer à recruter des Purbiyas. Des sources moghols décrivent un diwan d'un subah du Bihar qui tente de rassembler des soldats à Buxar pour servir l'empereur.
Les dirigeants de Malwa étaient également de fervents recruteurs en raison de l'expertise de Purbiyas avec les armes à feu. Cette expertise peut avoir été acquise en raison de la disponibilité facile du salpêtre dans leur région d'origine. La plupart des Purbiyas étaient des mercenaires et étaient payés pour leurs services, mais certains étaient de véritables rois de petites principautés,. Cette campagne de recrutement en provenance de Malwa a vu l'afflux important de soldats Purbiya dans la région. Beaucoup de chefs locaux à Malwa dépendaient fortement des soldats Purbiya tels que Silhadi (en) qui a fini par être connu lui-même sous le nom de Purbiya. La présence de mercenaires Purbiya dans le Gujarat est mentionnée dans les chroniques persanes des XVIe et XVIIe siècles, y compris de nombreux artilleurs Purbiya servant dans l'armée du Bahâdur Shâh du sultanat du Gujarat en 1535.
Les Purbiyas avait une longue tradition d'être recrutés comme mercenaires pour divers dirigeants tels que les Britanniques et les Marathes,,. Avant 1857, la Compagnie britannique des Indes orientales préférait recruter des soldats Purbiya, qu'elle appelait "« The fighting tribes of the Hindoos and the Musselmen » (les troupes combattantes des Hindous et des musulmans), ou simplement « the Easteners » (les Orientaux),. L'armée du Bengale de la Compagnie des Indes orientales préféra recruter ses cipayes parmi les Brahmanes et les Rajputs d'Awadh et du Bihar, en partie parce qu'ils avaient une taille moyenne de 1,73 mètre, une considération importante dans une armée qui valorisait une apparence impressionnante parmi ses soldats.

### Mutinerie de 1857

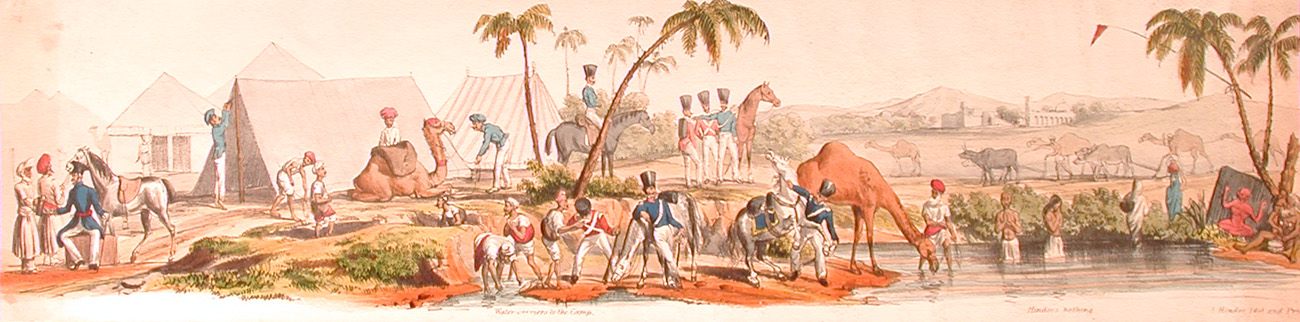
Les troupes du Bengale au XIXe siècle (1840), la majorité des troupes de l'armée du Bengale étaient des Purbiyas.

Les unités Purbiya de l'armée du Bengale ont joué un rôle majeur dans la rébellion indienne de 1857 contre les Britanniques. Mangal Pandey (en), une figure notable au début de la mutinerie, était un Purbiya servant dans la 34e d'infanterie autochtone du Bengale. Après la répression du soulèvement, les autorités britanniques ont décidé de ne pas recruter de troupes dans les plaines orientales, et la nouvelle armée du Bengale devait être recrutée principalement dans les communautés sikhe et musulmane du Pendjab,. Le recrutement de Purbiya dans les régions de l'ouest des provinces unies et de la région de Delhi se poursuivit, mais à une échelle beaucoup plus modeste (deux régiments sur soixante-quatre en 1893).